# 아돌포 데 라 우에르타
아돌포 데 라 우에르타(Felipe Adolfo de la Huerta Marcor, 1881년 5월 29일 ~ 1955년 7월 9일)는 멕시코의 정치인이자 1920년 6월 1일에서 12월 1일까지 잠깐동안 멕시코의 대통령이었다.

## 이력
북쪽 소노라 주의 주지사로서, 그는 반란동안 살해당했던 베누스티아노 카란사의 대통령 임기에 종지부를 찍었던 아구아 프리에타 혁명을 이끌었다. 그 후 데 라 우에르타는 의회에 의해 임시 대통령으로 임명되었다.
데 라 우에르타의 대통령 임기 동안 발생했던 가장 중요한 사건들 중 하나는 악명높은 프란시스코 빌라와 그의 군대의 항복이었다. 또한 1923년 군대의 대다수가 지지를 보냈던 알바로 오브레곤에 반대하는 실패한 반란을 일으켰다. 오브레곤은 몸소 그 반란을 해산시켰다. 이후 그는 미국으로 망명하여 성악 교사로 생계를 유지하였으며 카르데나스가 대사면을 발표하자 귀국하여 여생을 조국에서 보냈다.
데 라 우에르타는 1913년에서 1914년까지 멕시코의 대통령이었던 "자칼", 빅토리아노 우에르타와 혼동하면 안 된다.

## 같이 보기
- 멕시코의 국가원수 목록
- 멕시코 혁명